# La religión al alcance de todos
La religión al alcance de todos fue una famosa obra anticristiana escrita por el ateo excomulgado y acaudalado burgués Rogelio Herques Ibarreta.

## Obra
Se trata de una obra muy controversial por su contenido ferozmente anticristiano. Libro perseguido y prácticamente desaparecido hoy, pero que en su momento provocó grandes discusiones.
Es, sin duda, uno de los primeros textos verdaderamente ateos españoles. Tiene el sabor añejo de la obra de divulgación que ha quedado ligeramente anticuada pero cuyo autor mereció el respeto de los sectores laicistas, progresistas y anticlericales por la empresa que acometió.
Dice Gonzalo Puente Ojea sobre el enorme éxito que tuvo la obra calificada de blasfema por la Iglesia católica: "Este éxito insólito no debe asombrar si se pondera en su justa medida el excepcional valor del saber, inteligencia, coraje y saludable anticlericalismo de su autor, al servicio de una empresa urgente en aquella España de la Restauración alfonsina, donde todavía la ignorancia, el fanatismo y la intolerancia –vicios celosamente fomentados por la Iglesia-, dominaban las mentes".
Asimismo escribe Gonzalo Puente Ojea en el prólogo al libro de Fernando de Orbaneja Lo que oculta la Iglesia sobre la obra de Herques Ibarreta: 

En 1978, Ediciones Júcar tuvo la feliz iniciativa de reeditar, tras quedar relegado al olvido, el libro de Ibarreta, pletórico de sutil acumen crítico e irónica candidez. En cualquier otro país, de talante más libre y mente más despierta, el ensayo de Ibarreta se habría convertido en el omnipresente contracatecismo que hubiera alimentado la reflexión de los españoles dispuestos a pensar por su cuenta y sacudirse las orejeras con las que la Iglesia y sus secuaces ciñen los oídos y los ojos de nuestros conciudadanos desde su más tierna infancia. Pero no en vano la Iglesia ha luchado siempre encarnizadamente por potenciar todos los resortes de la ignorancia. Modestamente, y con indudable sentido del humor, nuestro autor ofrecía su libro "A los habitantes de las aldeas", sin imaginar que la actual sociedad cosmopolita, esa "aldea global" de la que hablan los agentes mediáticos siguiendo a McLuhan, continúa siendo, muy especialmente en los países hispánicos, una sociedad de aldeanos ignaros y fanáticos consumidores de ancestrales leyendas y mitos religiosos. Aun con las limitaciones que imponían los conocimientos de su tiempo, Ibarreta nos ha legado análisis valiosísimos, y supo anticiparse, en la formulación de tesis nodales y perspectivas decisivas para la crítica bíblica, a lo que más tarde presentarían y elaborarían Wellhausen, Gunkel, Lietzmaian, Weiss, Wrede, Schweitzer, Bousset, Loisy, Bultmann, Brandon, Maccoby y tantos otros. Su estilo claro y sencillo, acorde con un buen sentido admirable y siempre convincente, hace de su ensayo un logro excepcional.

La religión al alcance de todos de R. H. de Ibarreta (1884) suele ser considerado el primer libro ateo de España. Explicaba el fanatismo religioso del país y fue libro de cabecera para los anarquistas pero también tuvo mucho predicamento entre la masonería ilustrada.
Ibarreta llega a señalar en su libro: “En vano los compositores de los evangelios nos cuentan prodigios más o menos ridículos y siempre inútiles. Mentira engendra mentira, acabando por enredar al embustero en sus propias redes. Esto es lo que a los evangelistas ha sucedido […]”.
Desde estamentos clericales se revolvieron contra la publicación, véase el caso del obispo Juan Buenaventura Ortiz, de la arquidiócesis de Popayán, en Colombia, lo que revela la trascendencia que llegó a tener la publicación. 
Monseñor Ortiz critica duramente el darwinismo evolucionista de la obra de Rogelio Herques Ibarreta señalando que La religión al alcance de todos persigue como peligroso fin el de hacer aparecer los evangelios como una fábula absurda y ridícula, y a los propagadores del cristianismo como tontos o embaucadores, lo que convierte en un pionero divulgador de la Teoría de la Evolución a Rogelio Herques Ibarreta desde su irredento anticlericalismo de finales del siglo XIX.
La obra es recogida por Pedro Pascual en el segundo tomo de Escritores y editores de la Restauración canovista (1875-1923).